# 金山町立菅田中学校
金山町立菅田中学校（かなやまちょうりつ すがたちゅうがっこう）は、かつて岐阜県益田郡金山町（現・下呂市）にあった公立中学校。

## 概要
- 旧・武儀郡菅田町の中学校であった。1970年、金山町の4つの中学校（濃斐中学校・菅田中学校・東中学校・東第二中学校）を統合し、金山中学校の新設により廃校。廃校時の生徒数は120名。
- 校舎は菅田小学校に隣接していた。跡地は菅田小学校の敷地の一部となっている。

## 沿革
- 1947年（昭和22年）4月1日 - 武儀郡菅田町に菅田町立菅田中学校として開校。菅田町立菅田小学校の校舎の一部を仮校舎とする。
- 1948年（昭和23年）11月 - 校舎が完成する。
- 1955年（昭和30年）3月1日 - 武儀郡金山町、菅田町、郡上郡東村、益田郡下原村が合併し、益田郡金山町が発足。同時に金山町立菅田中学校と改称する。
- 1961年（昭和36年） - 特別教室が完成。
- 1967年（昭和42年） - 金山町内の4つの中学校（濃斐中学校・菅田中学校・東中学校・東第二中学校）の統合計画が作成される。
- 1970年（昭和45年）
  - 　3月31日 - 金山町内の中学校を統合し、金山町立金山中学校の新設により廃校。
  - 4月1日 - 金山町立金山中学校菅田分教室となる。
- 1972年（昭和47年） - 金山中学校の統合校舎が完成し、金山中学校菅田分教室を廃止。